# Pascal Jolyot
Pascal Jolyot (n. 26 iulie 1958, Fontainebleau, Île-de-France, Franța) este un scrimer francez, medaliat olimpic. A participat la 2 ediții ale Jocurilor Olimpice (1980, 1984) în care a câștigat o medalie de aur, o medalie de argint și o medalie de bronz.